# Фудзіномія

Фудзіно́мія (яп. 富士宮市, ふじのみやし, МФА: [ɸud͡ʑinomʲija ɕi̥]?) — місто в Японії, в префектурі Сідзуока. Розташоване в східній частині префектури, біля південно-західного підніжжя гори Фудзі.   Виникло на основі середньовічного прихрамового містечка біля синтоїстського святилища Сенґен. Отримало статус міста 1942 року. Площа становить 388,99 км². Станом на 1 серпня 2011 року населення складало 132 104  осіб, густота населення — 340 осіб/км².  Основою економіки є харчова промисловість, целюлозно-паперова промисловість і хімічна промисловість, комерція, туризм.   